# Adjutant Unteroffizier
Der Adjutant Unteroffizier (Abk.: Adj Uof, französisch Adjudant sous-officier, adj sof, italienisch Aiutante sottufficiale, aiut suff) ist ein Dienstgrad der Schweizer Armee.
Diesen Grad bekleiden in der Regel Berufsunteroffiziere. In Milizfunktion kann der Adj Uof Logistikunteroffizier, Chefmechaniker oder Unfallpikettzugführer sein.
Das Dienstgradabzeichen zeigt bei der Schweizer Armee zwei übereinander stehende Winkel mit einem in ein Blattwerk eingefasstes Schweizerkreuz (Ordonnanzkreuz) und einem weiteren Winkel darüber.
Bis in die 1990er-Jahre war Adj Uof der höchste Unteroffiziersdienstgrad. Mit der Armee 95 wurde der Grad Stabsadjutant, mit der Armee XXI zusätzlich die Grade Hauptadjutant und Chefadjutant eingeführt.
In Auslandseinsätzen wird der Adj Uof als Warrant Officer bezeichnet (WO). NATO-Rangcode: OR-8.